# Gornje Polje
Gornje Polje (cyr. Горње Поље) – wieś w Czarnogórze, w gminie Nikšić. W 2011 roku liczyła 168 mieszkańców.